# Mario Valgoi
Mario Valgoi (Milano, 6 agosto 1939 – Feltre, 18 luglio 2005) è stato un attore e doppiatore italiano.

## Biografia
Formatosi all'Accademia d'arte Drammatica Silvio D'Amico di Roma, ha lavorato con i più grandi registi italiani, tra cui Franco Zeffirelli, Orazio Costa, Giorgio Strehler, Gianni Serra, e per molti anni ha recitato presso il Teatro Stabile del Veneto.
Ha interpretato molti ruoli sia al cinema (tra i più famosi Un colpo all'italiana con Michael Caine) che in televisione, dove prende parte a molti film e sceneggiati.
La sua ultima interpretazione cinematografica è stata in Prima di andar via (2004).
È morto il 18 luglio 2005 a Feltre all'età di 65 anni.

## Filmografia parziale

### Cinema
- Il terrorista, regia di Gianfranco De Bosio (1963)
- LSD - Inferno per pochi dollari, regia di Massimo Mida (1967)
- Un colpo all'italiana (The Italian Job), regia di Peter Collinson (1969)
- Sledge (A Man Called Sledge), regia di Vic Morrow (1970)
- Un genio, due compari, un pollo, regia di Damiano Damiani (1975)
- Prima di andar via, regia di Filippo Gili (2004)

### Televisione
- Scherzoso ma non troppo, regia di Gilberto Tofano (1964)
- L'affare Dreyfus, regia di Leandro Castellani (1968)
- Il processo Cuocolo, regia di Gianni Serra (1969)
- Una coccarda per il re, regia di Dante Guardamagna (1970)
- Antonio Meucci, cittadino toscano, contro il monopolio Bell (1970)
- Nero Wolfe – serie TV - Sfida al cioccolato, regia di Giuliana Berlinguer trasmessa il 14 e 16 febbraio 1971
- Racconti fantastici di Primo Levi (1971)
- I Buddenbrook (1971)
- Oltre il duemila, regia di Piero Nelli (1971)
- Il caso Pinedus, di Paolo Levi, regia di Maurizio Scaparro, 13 ottobre 1972.
- La miliardaria, regia di Giuliana Berlinguer (1972)
- Anna Karenina (1974)
- La paga del sabato (1975)
- La contessa Lara (1975)
- Il commissario De Vincenzi 2 (1977)
- Il balordo (1978)
- Don Milani - Il priore di Barbiana, regia di Andrea e Antonio Frazzi (1997)

## Doppiaggio
- Donald Sutherland in Space Cowboys
- Gene Hackman in Allarme rosso
- Philippe Noiret in Eloise, la figlia di D'Artagnan
- Bob Hoskins in L'agente segreto
- Billy Bob Thornton in Lama tagliente
- Brian Doyle-Murray in Mowgli e il libro della giungla
- Michel Piccoli in Il generale dell'armata morta